# Вірменська незабудка

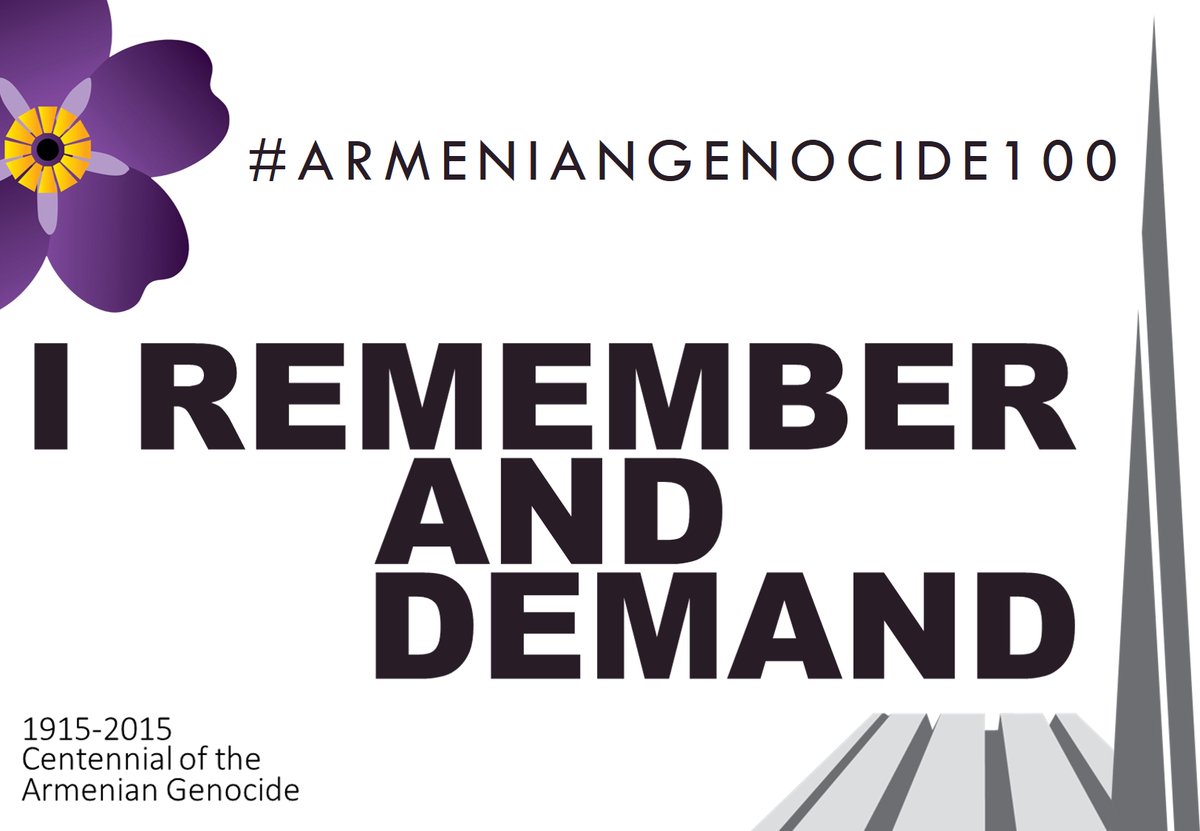
Символ і гасло «Пам'ятаю і вимагаю»

Емблема Вірменської апостольської церкви — одне з джерел колорної гами символу

«Незабу́дка» (вірм. Հայկական անմոռուկ) — емблема 100-х роковин з дня початку геноциду вірмен. Символ, розроблений у 2015 році, поширений у Вірменії, вірменській діаспорі та серед співчутливців.

## Створення і символіка
Напередодні ювілейного року, робоча група, сформована Державною комісією Республіки Вірменія з координації заходів, провела конкурс у два тури і за його результатами вибрала символ 2015 року. За словами Вігена Саркісяна, координатора заходів, присвячених 100 роковинам геноциду вірмен, з декількох десятків робіт був обраний символ, запропонований компанією «Шарм» — квітка незабудки. «Ця квітка на всіх мовах має символічний смисл — пам'ятати, не забувати і нагадувати».
Емблема висловлює тему вічної пам'яті, а також призначена для символічного нагадування про минуле, сьогодення та майбутнє вірменського народу. «Вибрані кольори символізують минуле, трагедію Геноциду, сьогодення і майбутнє». Складові елементи квітки мають таке значення:
- Минуле: чорний центр символізує страждання 1915 року і темні наслідки геноциду.
- Теперішнє: світло-фіолетові маленькі пелюстки символізують єдність вірменських громад по всьому світу, які згуртувалися разом у спогаді про 100-ті роковини.
- Майбутнє: п'ять великих темно-фіолетових пелюсток символізують п'ять континентів, де жертви геноциду, які вижили, знайшли новий будинок. «П'ять пелюсток незабудки — це п'ять континентів, що дали притулок вірменським біженцям, які створили там вірменські громади, сформувавши вірменську діаспору». Темно-фіолетовий колір нагадує традиційне забарвлення священичих шат Вірменської апостольської церкви, яка «була, є і залишається серцем вірменської ідентичності».
- Вічність: 12 трапецій, складових серцевини квітки, символізують 12 пілонів меморіалу в Цицернакаберді. Жовтий колір позначає світло, творчий потенціал і надію [1].

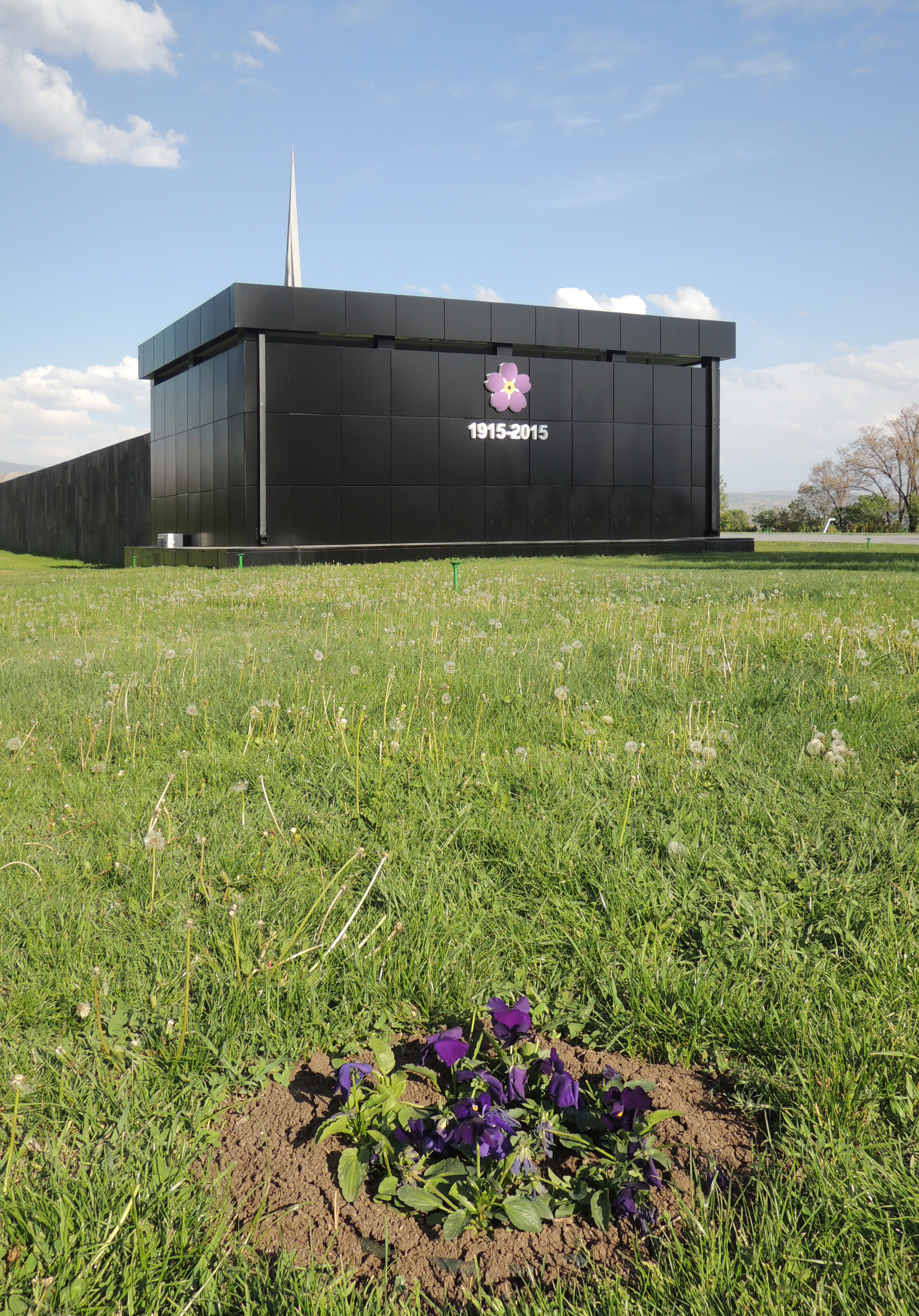
Одна з будівель в Цицернакаберд, прикрашена емблемою, і клумба з квітами

Хоча квітка, зображена на емблемі, в перекладі з вірменської мови названа «незабудкою» (аналогічний англійський переклад — «forget me not»), від звичної незабудки вона відрізняється кольором — використаний фіолетовий, а не звичний блакитний. Клумби меморіального комплексу у Вірменії — «Цицернакаберда», а також в Єревані навесні 2015 були засаджені НЕ незабудками, а великими фіолетовими фіалками з однотонним забарвленням пелюсток.
Емблема може використовуватися окремо або в супроводі девізу «Пам'ятаю і вимагаю». «Обраний девіз навмисно підкреслений та персоніфікований, щоб кожен, вимовляючи ці слова, згадував історію своєї родини, пережиту нами трагедію і ту вимогу, яку ми бачимо в цьому контексті, представив усьому світові», — сказав Віген Саркісян, керівник апарату президента Вірменії, координатор заходів, присвячених 100-м роковинам геноциду вірмен.

## Поширення

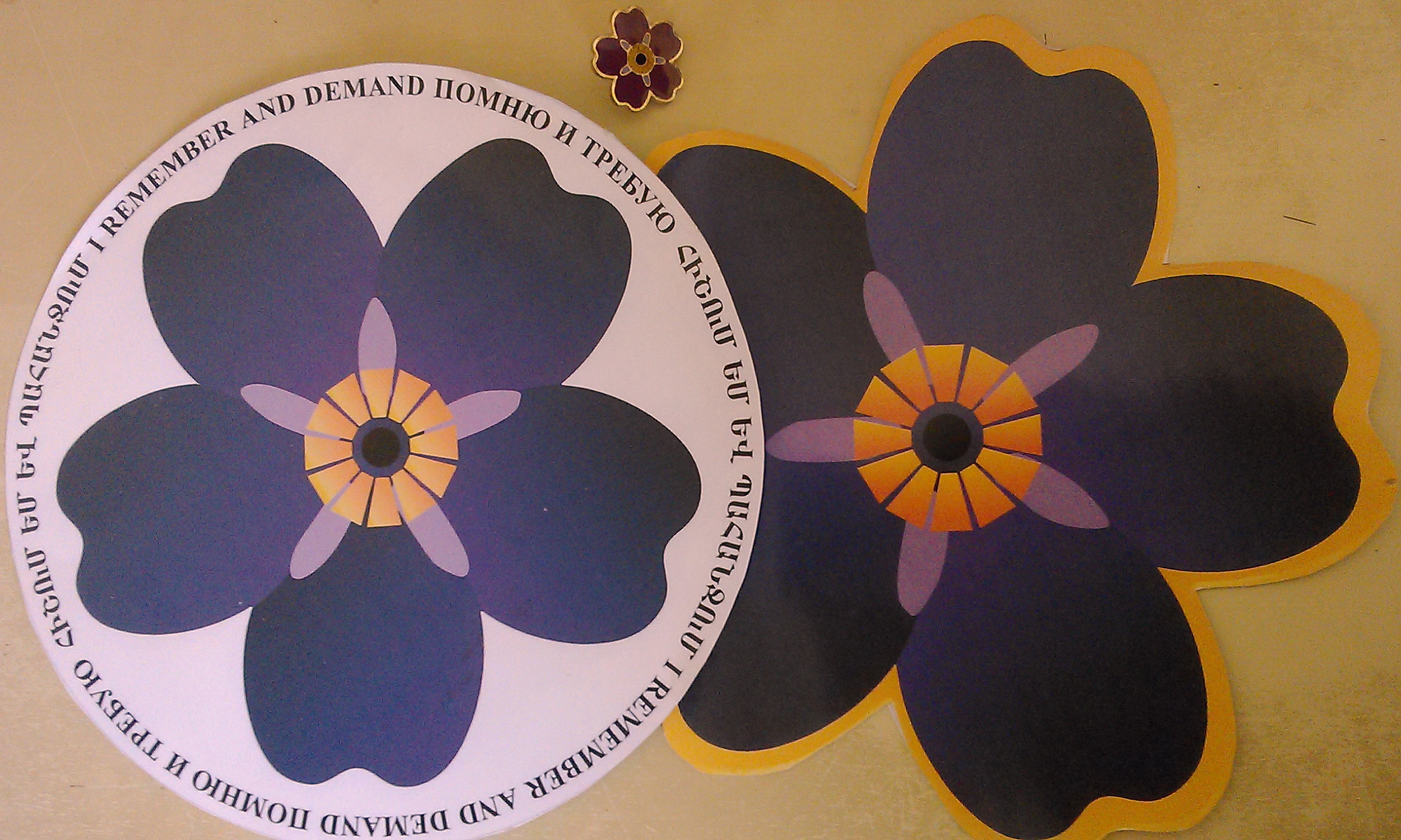
Сувеніри - наклейки і значок

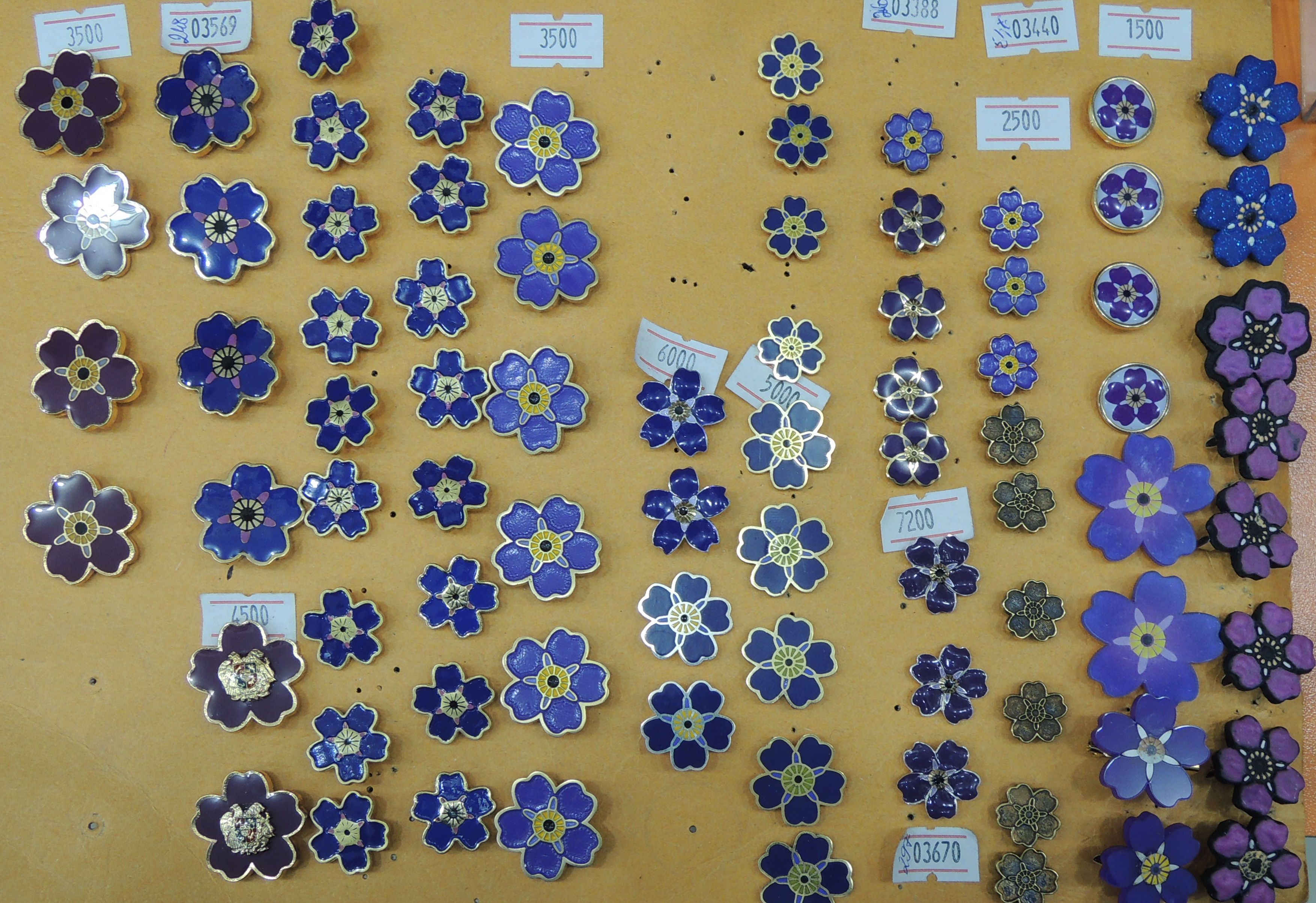
Сувеніри - значки

У перебігу поминальних заходів навесні 2015 емблема активно використовувалася:
- 4 квітня в меморіальному комплексі «Цицернакаберд» делегації 60 країн створили вінок-незабудку[4].
- На конкурсі Євробачення-2015 шість учасників конкурсу з боку Вірменії символізуватимуть незабудку[5].
- Символіка із зображенням незабудки прикрасила вітрини безлічі магазинів і кафе, а також скло автомобілів в Єревані. Фіолетовий колір став використовуватися в оформленні державних установ, в тому числі шкіл. Було випущено безліч сувенірів із зображенням квітки — наклейки, значки, брелоки, майки[6].
- 29 січня 2015 Пошта Вірменії випустила в обіг серію з 7 стандартних марок, присвячених 100-м роковинам геноциду — із зображенням незабудки[7].

Масовість акції та її популізм викликала осуд серед деяких представників вірменської інтелігенції, які засуджують її офіціозність.
На сайті, створеному для координування заходів, присвячених 100-річчю геноциду вірмен, зазначено, що символ «Незабудка» захищений авторським правом. Виключним правом на його використання володіє держава. Ті організації або приватні підприємці, які побажають використовувати «Незабудку» для організації сувенірного виробництва, повинні звернутися по дозвіл, проте безліч незалежних підприємців використовують її для оформлення власної продукції.